# Лёйкс, Кес
Кес Лёйкс (нидерл. Kees Luijckx; родился 11 февраля 1986, Бевервейк, Нидерланды) — нидерландский футболист, игравший на позиции защитника. Участник Олимпийских игр 2008 в Пекине.

## Клубная карьера

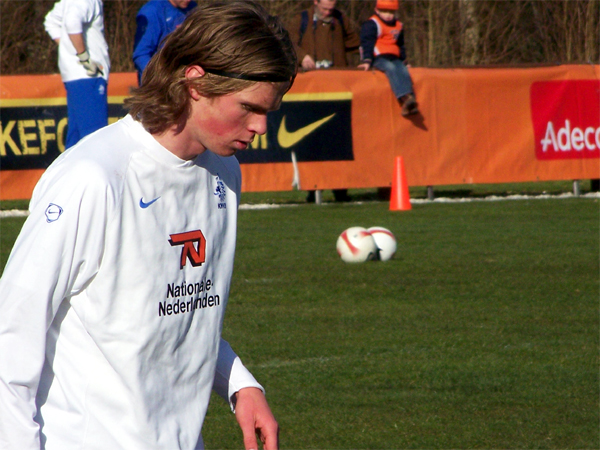
Лёйкс на тренировке молодёжной сборной Нидерландов

Лёйкс — воспитанник клуба АЗ. Для получения игровой практики в 2006 году он был отдан в аренду в «Эксельсиор» на два сезона. 3 ноября 2007 года в матче против роттердамской «Спарты» Кес забил свой первый гол за «Эксельсиор». Летом 2008 года Лёйкс вернулся в АЗ. 28 ноября в матче против «Гронингена» он дебютировал за клуб их Алкмара. В том же сезоне Кес выиграл Эредивизи. В 2010 году он вновь был отдан в аренду, его новым клубом стал АДО Ден Хааг. 23 января в поединке против «Спарты» Лёйкс дебютировал за новую команду. 26 февраля в матче против «Роды» он забил свой первый гол за АДО.
Летом того же года Кес перешёл в клуб НАК Бреда, подписав контракт на три года. 8 августа в поединке против своего родного АЗ он дебютировал за новую команду. За НАК Лёйкс отыграл три сезона и был одним из лидеров команды. После окончания контракта он покинул клуб и подписал соглашение с «Родой». 2 августа в матче против «Аякса» Кес дебютировал за новую команду. 24 августа в поединке против своего бывшего клуба АДО Ден Хааг он забил свой первый гол за «Роду».
Летом 2014 года Лёйкс перешёл в греческий «Ники Волос». 23 августа в матче против «Олимпиакоса» он дебютировал в греческой Суперлиге. В начале 2015 года Кес перешёл в венгерский «Видеотон». 16 мая в поединке против «Гонведа» он дебютировал в чемпионате Венгрии. В том же году Лёйкс выиграл первенство Венгрии.
Летом того же года он перешёл в датский «Сённерйюск». 25 сентября в матче против «Оденсе» Кес дебютировал в датской Суперлиге. 6 декабря в поединке против «Эсбьерга» Лёйкс забил свой первый гол за «Сённерйюск».

## Международная карьера
В 2008 году в составе олимпийской сборной Нидерландов Лёйкс принял участие в Олимпийских играх в Пекине. На турнире он был запасным и на поле так и не вышел.

## Достижения
АЗ
- Чемпионат Нидерландов по футболу — 2008/09

 «Видеотон»
- Чемпионат Венгрии по футболу — 2014/15